# Visopsys
Visopsys (англ. VISual OPerating SYStem — Визуальная операционная система) — 32-битная открытая (лицензия GPL2) операционная система для PC.

## Развитие
Написание Visopsys начато с конца 1997 года. Целью проекта является заимствование хороших свойств из других ОС и обкатка новых идей для ОС, изучение построения ОС. Прогресс регулярно освещается на тематических сайтах (см. список) с 2003 года. С 2006 года считается одной из самых перспективных альтернативных ОС, однако выпуски ОС происходят редко. В версии 0.72 добавлена поддержка устройств с интерфейсом USB 2.0 и начальная поддержка USB 3.0. В версии 0.73 добавлена поддержка накопителей информации с интерфейсом SATA (AHCI) и внешних CD/DVD приводов. В версии 0.74 добавлена локализация графического интерфейса на испанский и немецкий языки. В версии 0.75 добавлена поддержка USB 3.0 и APIC.
Имеет следующие характеристики,:
- маленькая и быстрая (весь дистрибутив занимает 6 Mb, а образ для дискеты около 500 килобайт);
- графический интерфейс интегрирован в ядро;
- вытесняющая многозадачность;
- защищённый режим;
- виртуальная память;
- безмодульное монолитное ядро;
- асинхронный ввод-вывод;
- многопоточность;
- в качестве файловой системы использует FAT 12/16/32, работает с Ext2/Ext3, NTFS, ISO 9660 (CD), UDF (DVD) в режиме чтения;
- среди графических форматов поддерживает JPG, BMP и ICO. На очереди поддержка PNG и GIF;
- поддержка консоли;
- поддержка учётных записей;
- поддержка подключения устройств на лету;
- работа в сети с помощью DHCP;
- поддержка стандартов PCI, PS2, SCSI, USB 1-2, начальная поддержка USB 3.0.

Используется в очках компании Daqri (англ.).

## Дистрибутивы и ответвления
Visopsys лежит в основе Partition Logic — специализированного дистрибутива этой ОС для деления жёсткого диска на разделы, клонирования дисков и т. п. того же автора,. Впервые представлен в 2004 году.
В 2009 году появилось ответвление Ailes, ориентированное на русскоязычных разработчиков.

## Награды
- 2008 — «100 лучших продуктов 2008 года» (англ. "The 100 Best Products of 2008" по версии PC World (англ.)[12]. В этом рейтинге Partition Logic, дистрибутив Visopsys, занял 96 место;
- 2011 — Partition Logic вошёл в пятерку лучших программ управления разделами жесткого диска по версии PC Advisor (англ.)[13];
- 2011 — Partition Logic вошёл в десятку лучших программ управления разделами жесткого диска по версии PC World[14].

## Установка
С сайта можно скачать ISO-образ установочного диска. В процессе загрузки можно выбрать один из двух режимов — инсталляция на жесткий диск или работа с компакт-диска,. Также есть версии для записи дистрибутива на USB-флешку и на дискету. Возможна загрузка в эмуляторах компьютера, например в Bochs, Qemu, VMware Workstation.

## Приложения
Среди программ, входящих в дистрибутив Visopsys: файловый менеджер, программа разбиения диска, менеджер приложений, текстовый редактор, простые игры, программа для создания скриншотов, программа установки системы на диск, утилиты управления процессами и учётными записями.

## Разработка
Подавляющее количество кода написано на языке С, с участками на ассемблере. Разработка этой ОС ведётся на компьютере c CentOS 5 с GNU C компилятором и ассемблером NASM.

## Минимальные требования
Минимальные требования для запуска или установки Visopsys:
- Процессор Pentium или выше;
- Оперативной памяти больше 64 мегабайт;
- IDE или SATA диск в режиме совместимости с IDE;
- USB или PS/2 клавиатура.

## Дополнительные ссылки
на английском
- visopsys.org — официальный сайт Visopsys
- Darrel Johnston. Alternate OS: Visopsys // PCLinuxOS magazine. — 2012. — № 1 (60). — обзор
- Visopsys – one man’s vision to build an operating system. Royal Pingdom (30 августа 2012). Дата обращения: 20 сентября 2013. Архивировано из оригинала 21 сентября 2013 года. интервью с разработчиком
- Mum Tries Out Visopsys 0.7.3, OSFirstTimer, 22 марта 2014

на русском
- новость о выходе версии 0.70
- новость о выходе версии 0.72
- Майк Сондерс. Альтернативные ОС // Linux Format. — Май 2008. — № 05 (105). — С. 119.
- Partition Logic // Linux Format. — Май 2006. — № 12 (86). — С. 110.
- Shiz0rat. Юный ОС-Ризёчер №0x07 // Хакер. — 10.12.2003.
- Денис Борн (28 декабря 2009). За пределами Windows и Mac OS: альтернативные ОС. 3DNews. Дата обращения: 30 августа 2013.